# Stronger with Each Tear
Albums de Mary J. Blige
Growing Pains
(2007) My Life II... The Journey Continues (Act 1)
(2011)
Singles
1. The One
Sortie : 21 juillet 2009
2. Stronger
Sortie : 18 août 2009
3. I Am
Sortie : 8 décembre 2009
4. Each Tear
Sortie : 26 février 2010
5. We Got Hood Love
Sortie : 30 mars 2010

Stronger with Each Tear est le neuvième album studio de Mary J. Blige, sorti le 21 décembre 2009 aux États-Unis et le 10 mars 2010 en France.
Il en existe plusieurs versions de cet opus suivant les pays. Pour les États-Unis, Mary J. Blige a conçu un album plutôt urbain, à fortes consonances RnB et hip-hop alors que la version dite « Internationale » est plutôt orientée vers l'electro et la pop, voire le rock avec deux reprises du groupe Led Zeppelin, Whole Lotta Love et Stairway to Heaven.
L'album s'est classé 1er au Top R&B/Hip-Hop Albums et 2e au Billboard 200 et au Top Digital Albums et a été certifié disque d'or par la Recording Industry Association of America (RIAA) le 26 janvier 2011.

## Liste des titres
| 1.  | Tonight                                 | Mary J. Blige, Aliaune Thiam, Edwin Birdsong, A. Harr, J. Jackson, Kevin Cossom |                                        | 4:00 |
| 2.  | The One (featuring Drake)               | Blige, Aubrey Graham, Ester Dean, Rodney Jerkins                                | Rapper Dapper Snapper d'Edwin Birdsong | 3:14 |
| 3.  | Said and Done                           | Blige, Ryan Leslie                                                              |                                        | 3:23 |
| 4.  | Good Love (featuring T.I.)              | Shaffer Smith, J. Reeves, R. Romulus, J. Yip                                    |                                        | 4:01 |
| 5.  | I Feel Good                             | Smith, Tor Erik Hermansen, Mikkel Eriksen                                       |                                        | 3:47 |
| 6.  | I Am                                    | Blige, Johntá Austin, E. Dean, Hermansen, Eriksen                               |                                        | 3:23 |
| 7.  | Each Tear                               | Blige, Mitchum Chin, Dwayne Chin-Quee                                           | Let the Dollar Circulate de Billy Paul | 4:15 |
| 8.  | I Love U (Yes I Du)                     | Blige, Jamal Jones, E. Dean, D. Reed, D. Level, B. Williams                     |                                        | 3:23 |
| 9.  | We Got Hood Love (featuring Trey Songz) | Blige, Bryan-Michael Cox, Kendrick Dean, Austin                                 |                                        | 4:15 |
| 10. | Kitchen                                 | Blige, Terius Nash                                                              |                                        | 4:31 |
| 11. | In the Morning                          | Blige, Anesha Birchett, Antea Birchett                                          |                                        | 4:36 |
| 12. | Color                                   | Blige, Raphael Saadiq, LaNeah Menzies                                           |                                        | 5:31 |

| 13. | Stay                                       | Blige, E. Dean, Traci Hale | 3:49 |
| 14. | Gonna Make It (featuring Jazmine Sullivan) | Blige, Jazmine Sullivan    | 3:36 |

| 13. | Closer    | Blige, LaNeah Menzies                                        | 4:11 |
| 14. | Brand New | Blige, E. Ortiz, K. Crowe, C. Brown III, D. Young, B. Sigler | 3:39 |

| 1.  | Whole Lotta Love                                                                   | Jimmy Page, Robert Plant, John Bonham, John Paul Jones, Willie Dixon    |                        | 3:34 |
| 2.  | Tonight                                                                            | Blige, Thiam, Birdsong, Harr, Jackson, Cossom                           |                        | 4:00 |
| 3.  | The One (featuring Drake)                                                          | Blige, Graham, Ester Dean, Jerkins                                      |                        | 3:14 |
| 4.  | I Can't Wait (featuring will.i.am)                                                 | Blige, William Adams                                                    | Your Love des Outfield | 4:25 |
| 5.  | Good Love (featuring T.I.)                                                         | Smith, Reeves, Romulus, Yip                                             |                        | 4:01 |
| 6.  | I Feel Good                                                                        | Smith, Hermansen, Eriksen                                               |                        | 3:47 |
| 7.  | I Am                                                                               | Blige, Austin, E. Dean, Hermansen, Eriksen                              |                        | 3:23 |
| 8.  | Each Tear (featuring Jay Sean)                                                     | Blige, Chin, Chin-Quee                                                  |                        | 4:32 |
| 9.  | I Love U (Yes I Du)                                                                | Blige, Jones, E. Dean, Reed, Level, Williams                            |                        | 3:23 |
| 10. | City on Fire                                                                       | Jeff Bhasker, Pat Reynolds, Blige                                       |                        | 3:34 |
| 11. | Stronger                                                                           | E. Dean, Chris Brown, Chauncy Hollis, K. Hilson, Jamal Jones, D. Dalton |                        | 4:09 |
| 12. | In the Morning                                                                     | Blige, Anesha Birchett, Antea Birchett                                  |                        | 4:36 |
| 13. | Color                                                                              | Blige, Saadiq, Menzies                                                  |                        | 5:31 |
| 14. | Stairway to Heaven (featuring Travis Barker, Randy Jackson, Steve Vai et Orianthi) | Jimmy Page, Robert Plant                                                |                        | 8:44 |
| 15. | I Am (Dave Audé Remix)                                                             | Blige, Austin, E. Dean, Hermansen, Eriksen                              |                        | 6:28 |